# BlazeBirth Hall
BlazeBirth Hall er navnet på en gruppe af radikale russiske NSBM-bands som har været aktive siden 1994. Gruppen bestod oprindeligt af seks bands, Branikald, Forest, Nitberg, Raven Dark, Rundagor og Vargleide og bag de fleste af disse bands stod tre musikere, Ulv Gegner Irminsson, Kaldrad Branislav og Dagorath. Det eneste band der forbandt dem alle tre var Forest, hvor Dagorath var tidligere trommeslager og både Irminsson og Branislav også var med i bandet.
BlazeBirth Hall er ikke den eneste større black metal-sammenslutning af sin slags – blandt andre store er Les Légions Noires fra Frankrig samt den berygtede "Indre Cirkel" fra den tidlige norske black metal-scene.

## Dagorath
Ved siden af Forest havde Dagorath også sit enmandsband Rundagor, som også var medlem af BlazeBirth Hall, og nåede at udgive en demo og et album, Stronghold of Ruins, før sin opløsning. I 1998, da de andre medlemmer af Forest begyndte at trække bandet i en mere udpræget nazistisk retning forlod Dagorath Forest og Rundagor og forsøgte at lægge hele NSBM-miljøet bag sig – noget han angiveligt senere blev myrdet for.

## Ulv Gegner Irminsson
Ulv Gegner Irminsson kom med i Forest i 1998 – få måneder før Dagorath forlod miljøet fordi Forest angiveligt blev for nazistisk. Udover sin rolle i Forest havde Irminsson også sin enmandsband Raven Dark, såvel som bandet Nitberg som han spillede i sammen med Kaldrad Branislav.
Irminsson og Branislav arbejdede også sammen i bandet Vargleide, som var et kortlivet projekt dannet efter Forest.
I 2000 besluttede Irminsson sig for at omdøbe sit soloprojekt Raven Dark til Wotansjolv. Wotansjolv nåede dog aldrig at udgive noget materiale.
23. oktober 2005 blev Irminsson knivdræbt, angiveligt af en "fanatisk antinazist".

## Kaldrad Branislav
Den tredje af de tre 'bagmænd' bag BlazeBirth Hall, Kaldrad Branislav, var sammen med Dagorath stifter af Forest. Udover forest, og det efterfølgende Vargleide, var Branislav også aktiv sammen med Irminsson i bandet Nitberg såvel som i sit eget soloband Branikald.
Da Dagorath forlod NSBM-miljøet i 1998 og Irminsson blev dræbt i 2005 er Branislav det eneste tilbageværende medlem af BlazeBirth Hall.

## Fodnoter
1. ↑  BlazeBirth Hall (uofficiel gruppe) Arkiveret 20. oktober 2008 hos  Wayback Machine på Last.fm
2. 1 2  Forest på Encyclopaedia Metallum
3. ↑  Rundagor på Encyclopaedia Metallum
4. ↑  Forest på Last.fm
5. ↑  Rundagor på Last.fm
6. 1 2  Raven Dark på Last.fm
7. ↑  Nitberg på Last.fm
8. ↑  Vargleide på Encyclopaedia Metallum
9. ↑  Raven Dark på Encyclopaedia Metallum
10. ↑  Uddrag fra lageret Arkiveret 2. november 2008 hos  Wayback Machine hos Mercenary Musik.com: "FOREST – In the Flame of Glory CD The final album of Ulv Gegner Irminsson (RIP 1975 – October 23rd 2005)"